# Marcelo Valle Silveira Mello

Marcelo Valle Silveira Mello (Psycl0n)

Marcelo Valle Silveira Mello（マルセロ・ヴァッレ・シルベイラメロ、1985年8月9日、ブラジリア）は、ブラジルのセキュリティハッカーです。
'Batoré、Psycl0n、'サトシ、Psytoréのニックネームでも知られている。あるブラジル人極端な右のクラッカー の不寛容とのBravado操作で連邦警察によって投獄され 　マルセロはカンポグランデの連邦刑務所に収監されており、第14回クリチバ連邦裁判所の決定に従って神経心理学的評価を受ける必要 が生じている。彼は、暴力を扇動したとして2018年にOperaçãoBravataの間に逮捕されました。彼は現在41年の刑に服している。
元ITの学生であったMarceloは、ソーシャルネットワークOrkutで活躍していた2005年以来、暴力行為や殺人や小児性愛の画像の公開を奨励してきました。 2009年、彼はインターネット上で人種差別犯罪について回答した最初のブラジル人になった。彼は、2011年にリオデジャネイロのRealengoにあるTasso da Silveira市立学校で12人の子供を殺したメネゼス（Welligton Menezes de Oliveira）と連絡を取っていたとされています。彼は最初2012年に逮捕され、2013年に釈放され、クリチバに住んでいた2018年に再び拘留されました。彼は数年間、アルゼンチンのドロレス・アロノビッチ氏を脅迫して攻撃しました。彼は英語で博士号を取得し、マルセロの慣習を非難することに何年も費やしました。ローラとして知られるドロレスの行動は、昨年制裁された法律13,642 / 2018に影響を与え、連邦警察がインターネット上の偽装を調査することを許可しました。

## Valhalla88
Valhalla88、Valhalla 88 または Nazi Sul88/Valhalla は、1997 年に Marcelo Valle Silveira Mello によって作成されたブラジルのネオナチ コンテンツ Web サイトです。ブラジル最大のネオナチ ウェブサイトであり、ナチス イデオロギーの歴史修正主義の分野では世界最大のウェブサイトの 1 つと考えられていましたが、2007 年にブラジル連邦警察によって閉鎖されました。2004 年から 2005 年にかけて、インターポールの支援を受けてブラジル当局によって捜査されました。 2006 年に Valhalla88 という名前で独自のドメインに移行し、翌年に閉鎖されました。マルセロ・ヴァッレ・シルベイラ・メロは人種差別やテロ脅迫など複数の罪で有罪判決を受け、懲役41年の刑で服役している。

## 犯罪歴

Police - Jail

### クラッカー
2005年頃、メロはOrkutにコミュニティサイトを作成し、 極右 人種差別主義者およびミソジニー信望者の男性や友人の連絡網を作り、そうしたグループのリーダーになる。2009年、彼はブラジルで最初のデジタルユニバースな人種差別者として非難される。彼は人種的割当に反対するキャンペーンを行っており、あらゆる種類の人種差別的コンテンツをインターネットで公開していた。 この間、彼はブラジリア大学 （UnB）で日本語を専攻とくに手紙を中心に研究していた。 
彼はまた、UnBで女性、特に黒人女性とレズビアンを攻撃し 同僚や教師に非難され、ブラジリアカトリック大学でコンピュータ科学を研究するという名目で退学。 1年と2か月の刑を宣告されたとしても、精神疾患を主張した弁護士のリソースのおかげで、日常生活を送ることができた。

### 小児性愛、レイプおよびRealengo虐殺
2011年時、すでにインターネットのアンダーワールドで尊敬されるクラッカーとして知られる。メロはクリチバに移り、そこで私立大学で法律を学び始めた。 彼が管理するサイトの1つである "Silvio Koerich"（作成者の仮名 ）で、インターネットユーザーらはRealengo大虐殺（リオデジャネイロ小学校銃乱射事件）における首謀者メネゼスの行動を祝福。メロのページではメネゼスは殺戮目的で少年少女を銃撃した「ヒーロー」として扱われ称賛されている。
警察がRealengo事件の捜査を開始したときにサイトはオフラインになるが、レイプと小児性愛の合法化に加えて、レズビアンに対する「 是正強姦 」を擁護し始めて2011年8月に復活。このページには、「男になる：今日は女を殺せ」（Seja homem: mate uma mulher hoje）などのタイトルで、UNBの社会科学構築に対し「愚痴と左派を殺す」（matar vadias e esquerdistas）と宣言、同性愛者で当時副大統領であったジャン・ウィリス、セアラー連邦大学教授でフェミニストのローラ・アロノビッチらの著者ブログや出版物が表示され、かれらを殺した者に提供される報酬が掲載された 。